# Université pédagogique d'État de Moscou
L'université pédagogique d'État de Moscou ou université d'État de Moscou (en russe : Московский педагогический государственный университет) est une institution scientifique établie à Moscou, en Russie et qui fonctionne depuis 1872 sous une série de noms différents.
L'université compte dix-huit facultés et possède sept branches dans d'autres villes russes. 

## Historique
L'université trouve son origine dans les cours supérieurs pour femmes de Vladimir Guerrier — les « cours Guerrier » — fondés en 1872 et qui fonctionnaient en tant qu'université pour femmes. En 1888, l'institution change une première fois de dénomination.
En 1918, les hommes sont admis et l'institution devient la deuxième université d'État de Moscou.

## Étudiants notables
- Veronika Dolina, auteur-compositeur
- Efim Gamburg, réalisateur de films d'animation
- Nikolaï Glazkov, poète
- Raïssa Gorbatcheva, épouse de Mikhaïl Gorbatchev
- Vadim Gratchev, paléoentomologue
- Hoàng Thúy Toàn, traducteur littéraire
- Youli Kim, auteur
- Alla Genrichovna Masevitsj, astronome
- Albert Mouchnik, mathématicien
- Roman Personov, physicien
- Lev Razgon, écrivain
- Alexeï Venediktov, journaliste
- Dmitri Vodennikov, auteur
- Lydia Pasternak Slater, chimiste, poète et traductrice
- Youri Vizbor, poète, barde, acteur
- Vassili Vlassov, homme politique